# Escudo de Australia
El escudo de armas de Australia, oficialmente llamado escudo de armas de la Mancomunidad, es el símbolo heráldico oficial que representa a Australia. Consiste en un escudo conformado por los símbolos insignia de los seis estados australianos, sostenido por los animales autóctonos representativos de Australia: el canguro y el emú. La estrella de la Mancomunidad de siete puntas que corona el escudo también representa a los estados y territorios, mientras que los emblemas florales aparecen debajo del escudo.
Las primeras armas fueron autorizadas por el rey Eduardo VII el 7 de mayo de 1908, y la versión actual por el rey Jorge V el 19 de septiembre de 1912.

## Diseño del escudo
El escudo es el punto central del blasón, que contiene la insignia de cada estado australiano, todo ello rodeado por un borde de armiño que representa la federación de los estados.
| Estado               | Insignia | Descripción                                       |
| -------------------- | -------- | ------------------------------------------------- |
| Nueva Gales del Sur  |          | la cruz de San Jorge con el león y estrellas      |
| Victoria             |          | corona de San Eduardo y Cruz del Sur              |
| Queensland           |          | una cruz de Malta azul y la corona de San Eduardo |
| Australia Meridional |          | el alcaudón australiano                           |
| Australia Occidental |          | un cisne negro                                    |
| Tasmania             |          | un león pasante rojo                              |

En la mitad superior, de izquierda a derecha, los estados representados son: Nueva Gales del Sur, Victoria y Queensland. En la mitad inferior, de izquierda a derecha: Australia Meridional, Australia Occidental y Tasmania. Encima del escudo está la Estrella de la Mancomunidad o Estrella de la Federación, de siete puntas, sobre una corona azul y dorada, que forma el escudo. Seis de las puntas de la estrella representan los seis estados originales, mientras que la séptima punta representa los territorios combinados y los futuros estados de Australia. En su conjunto, el escudo representa la federación de Australia.
El canguro rojo y el emú que sostienen el escudo nunca han sido designados emblemas animales oficiales de la nación. Deben su reconocimiento no oficial al hecho de que son fauna endémica de Australia (sólo se encuentran en ese continente), y probablemente se eligieron porque son los animales autóctonos australianos más conocidos y lo suficientemente grandes como para colocarlos juntos a escala sosteniendo el escudo. Fueron elegidos para simbolizar una nación que avanza, basándose en el hecho de que ninguno de los dos animales puede retroceder con facilidad, es decir, simbolizan el progreso. Se ha afirmado que el canguro es, y debe verse que es, macho.
En el fondo hay una corona de zarzo dorado, el emblema floral nacional oficial, aunque la representación de la especie no es botánicamente exacta. En la parte inferior hay un pergamino que contiene el nombre de la nación. Técnicamente, ni la corona de zarzo ni el pergamino forman parte del diseño, ya que no se describen en la Cédula Real que concede el escudo de armas.

### Blasón
El blasón oficial de la Mancomunidad se incluyó en una Cédula Real del rey Jorge V el 19 de septiembre de 1912, con lo que las Armas quedaron oficialmente adoptadas. El blasón es el siguiente:

Cuartelado de seis, el primer cuartel de plata, una cruz de gules cargada con un león pasante en guardia, entre cuyos miembros hay un salmonete de ocho puntas de oro; el segundo de azur, cinco salmonetes, uno de ocho, dos de siete, uno de seis y uno de cinco puntas del primero (que representa la constelación de la Cruz del Sur), coronados con una corona imperial propiamente dicha; el tercero del primero, una cruz de Malta del cuarto, coronada por una corona imperial similar; el cuarto del tercero, sobre una percha coronada de sinople y gules, un alcaudón australiano desplegado; el quinto, también de oro, un cisne nadando hacia la siniestra, de sable; el último del primero, un león pasante del segundo, todo ello dentro de una bordura de armiño; para la cimera, sobre una corona de oro y azur, una estrella de siete puntas; y para los apoyos, un canguro en el derecho y un emú en el izquierdo, ambos de oro.

## Historia

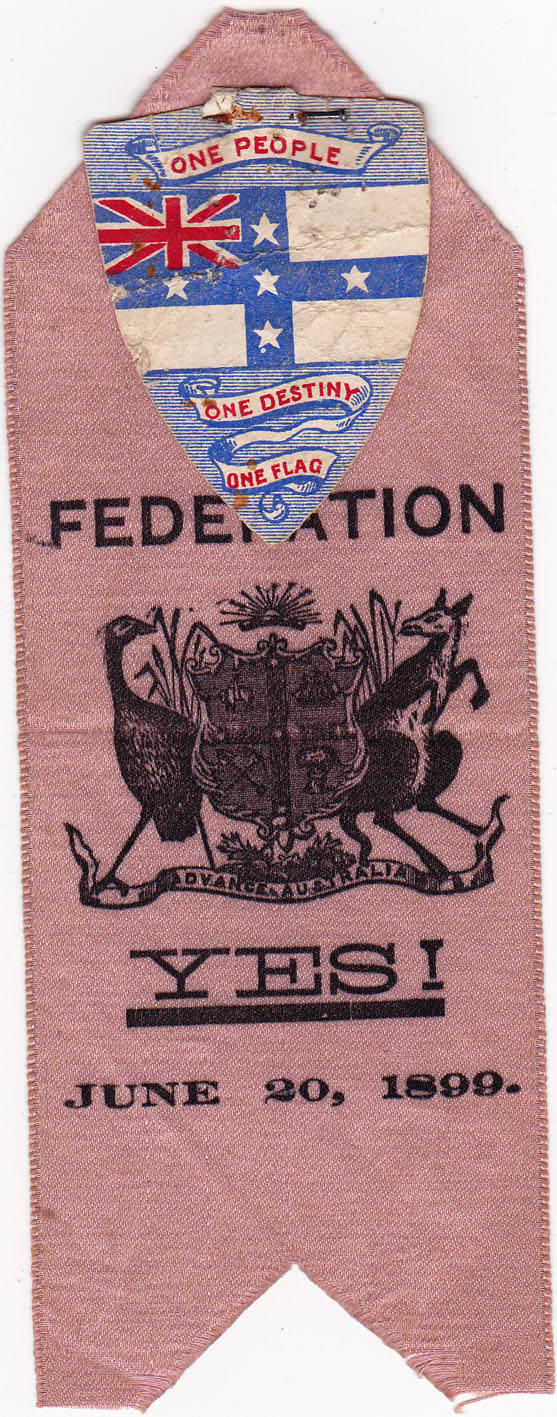
Una versión sugerida de 1899, y la Bandera de la Federación Australiana.

Tras la federación de Australia, el rey Eduardo VII concedió el primer escudo oficial de Australia el 7 de mayo de 1908. Se cree que el diseño original se inspiró en la bandera Bowman de 1805, que mostraba la rosa, el trébol y el cardo sostenidos por un canguro y un emú.
Consistía en un escudo en el centro, la estrella de siete puntas sobre una corona como escudo encima, y un canguro y un emú que ayudaba con su pata al canguro a sostener el escudo, todo ello sobre un lecho de hierba verde con un pergamino que contenía el lema «Advance Australia». La elección del canguro, el emú y las palabras «Advance Australia» estaba unida simbólicamente. El escudo tenía un fondo blanco, con una cruz roja de San Jorge, líneas azules fuera de la cruz y un borde azul que contenía seis inescudos con un chevrón rojo sobre blanco, que representaban los seis estados. La Asociación Patriótica Escocesa se opuso frontalmente al diseño del escudo, señalando que debía lucir la bandera de la Unión para representar a los colonos británicos e irlandeses. Estas armas fueron utilizadas por el gobierno y aparecieron en la moneda de seis peniques desde 1910 hasta 1963, y en las de tres peniques, chelines y florines desde 1910 hasta 1936.
Las armas de 1908 fueron rediseñadas en 1911 y concedidas oficialmente por Jorge V el 19 de septiembre de 1912. El nuevo diseño suscitó un gran debate en el Parlamento. El diputado por Wentworth, Willie Kelly, mencionó:

El emú y el canguro están tan construidos que difícilmente encajan en el ambiente heráldico, y creo que hacemos el ridículo cuando nos esforzamos por continuar las tradiciones del Viejo Mundo con algunas de las salvajes creaciones de nuestra fauna australiana...

A pesar de las objeciones, el canguro y el emú, que ahora no tenían la pata levantada, siguieron siendo los portadores del escudo en el nuevo blasón y se modificaron para que parecieran más realistas. La razón principal del rediseño fue la preocupación de que los estados de Australia no estuvieran representados individualmente; esto se consiguió mostrando la insignia heráldica de cada estado en el escudo. El nuevo escudo eliminó el lecho de hierba bajo el escudo y cambió el pergamino para que dijera simplemente «Australia». Los colores de la corona también cambiaron de azul y blanco a azul y dorado. Se añadió un fondo de dos ramas de zarzo dorado, pero nunca ha sido parte oficial del escudo de armas, aunque el zarzo dorado fue proclamado flor nacional de Australia el 19 de agosto de 1988 por el gobernador general Sir Ninian Stephen.

## Regulación y uso
El escudo de armas de la Mancomunidad es el símbolo formal de la Mancomunidad de Australia que significa autoridad y propiedad de la Mancomunidad. El escudo es utilizado por los departamentos y organismos del Gobierno australiano, las autoridades estatutarias y no estatutarias, el Parlamento y los tribunales de la Mancomunidad. Los senadores y diputados federales del Parlamento australiano también pueden utilizarlo en el ejercicio de sus funciones como parlamentarios. El escudo de armas nunca debe utilizarse cuando pueda implicar erróneamente una garantía formal, patrocinio o respaldo por parte de la Mancomunidad. El uso de las armas por ciudadanos u organizaciones privadas rara vez está permitido; sin embargo, existen disposiciones para su uso por organismos deportivos y en publicaciones educativas. El uso del escudo de armas sin permiso puede constituir una infracción de las Secciones 53 (c) (d) y (e) de la Trade Practices Act 1974 (Ley de Prácticas Comerciales de 1974), la Sección 145.1 de la Criminal Code Act 1995 (Ley del Código Penal de 1995) o la Sección 39(2) de la Trade Marks Act 1995 (Ley de Marcas Comerciales de 1995). La importación de mercancías que lleven las armas también es ilegal según el Reglamento de Aduanas (Importaciones Prohibidas).
El escudo es la base de la Bandera Personal del Rey de Australia y, desde 1973, una versión ligeramente modificada constituye la base del Gran Sello de Australia.
El escudo de armas se utiliza como insignia de rango para los suboficiales de clase 1 (Ejército de Tierra) y los suboficiales (Armada y Ejército del Aire). Una versión más estilizada se utiliza como distintivo de rango para los suboficiales de la Armada, los sargentos mayores de regimiento del Ejército de Tierra y los suboficiales del Ejército del Aire.

## Estados y territorios
|                      |          |                      |                                      |
| Nueva Gales del Sur  | Victoria | Queensland           | Australia Meridional                 |
|                      |          |                      |                                      |
| Australia Occidental | Tasmania | Territorio del Norte | Territorio de la Capital Australiana |

## Ciudades

Adelaida
Brisbane
Canberra
Darwin
Hobart
Melbourne
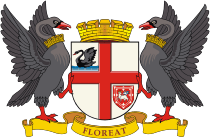
Perth
Sídney